# Мратово
Мратово је насељено мјесто у сјеверној Далмацији. Припада општини Промина у Шибенско-книнској жупанији, Република Хрватска.

## Географија
Налази се око 4 км западно од Оклаја.

## Историја
Насеље се до територијалне реорганизације у Хрватској налазило у саставу некадашње велике општине Дрниш. Мратово се од распада Југославије до августа 1995. године налазило у Републици Српској Крајини.

## Становништво
Према попису из 1900. године, насеље Мратово је имало 466 становника, од чега 394 Хрвата и 72 Србина.
Према попису из 1991. године, насеље Мратово је имало 204 становника, од чега 183 Хрвата, 17 Срба и 4 остала. Према попису становништва из 2001. године, Мратово је имало 86 становника. Према попису становништва из 2011. године, насеље Мратово је имало 56 становника.
| Демографија | Демографија | Демографија |
| Година      | Становника  | Становника  |
| ----------- | ----------- | ----------- |
| 1961.       | 587         |             |
| 1971.       | 388         |             |
| 1981.       | 218         |             |
| 1991.       | 204         |             |
| 2001.       | 86          |             |
| 2011.       |             | 56          |

## Попис 1991.
На попису становништва 1991. године, насељено место Мратово је имало 204 становника, следећег националног састава:
| Попис 1991.‍  | Попис 1991.‍  | Попис 1991.‍ | Попис 1991.‍ | Попис 1991.‍ |
| ------------ | ------------ | ----------- | ----------- | ----------- |
|              |              |             |             |             |
| Хрвати       | Хрвати       |             | 183         | 89,70%      |
| Срби         | Срби         |             | 17          | 8,33%       |
| неопредељени | неопредељени |             | 4           | 1,96%       |
| укупно: 204  |              |             |             |             |

## Презимена
- Ђомлија — Православци
- Радас — Римокатолици
- Чилаш — Римокатолици
- Бакмаз — Римокатолици
- Џаја — Римокатолици
- Перица — Римокатолици
- Млинар — Римокатолици